# Gene Loves Jezebel
Gene Loves Jezebel — британская рок-группа, образованная братьями-валлийцами Майклом и Джеем Эстонами в 1982 году в Лондоне, Англия, и исполнявшая танцевальный постпанк, в котором соединились «энергетика новолновой мелодичности и мрак готик-рока». Группу отличали экспрессивный стиль вокального исполнения, а также андрогинный глэм-имидж Эстонов-близнецов. Три альбома и два сингла Gene Loves Jezebel входили в американские чарты; наивысшее достижение группы в UK Album Charts — #32 (Discover LP, 1986). Начиная с 2008 года существуют две группы, возглавляемые каждая — одним из близнецов: Jay Aston’s Gene Loves Jezebel и Michael Aston’s Gene Loves Jezebel; называться Gene Loves Jezebel первой из них разрешено в Британии, второй — в США.

## История группы
В 1986 году группа гастролировала совместно с группой Ausgang.

## Дискография

### Студийные альбомы
|         | Год  | Заголовок               | UK Indie Chart | UK Albums Chart |
| ------- | ---- | ----------------------- | -------------- | --------------- |
| October | 1983 | Promise                 | #8             |                 |
| Июнь    | 1985 | Immigrant               |                |                 |
| Июль    | 1986 | Discover                |                | #32             |
| Октябрь | 1988 | The House Of Dolls      |                | #81             |
| Июль    | 1990 | Kiss Of Life            |                |                 |
| Июнь    | 1993 | Heavenly Bodies         |                |                 |
| Ноябрь  | 1995 | In the Afterglow (live) |                |                 |
|         | 1997 | VII²                    |                |                 |
|         | 1999 | Love Lies Bleeding      |                |                 |
|         | 2001 | Giving Up The Ghost     |                |                 |
|         | 2003 | Exploding Girls         |                |                 |
|         | 2003 | The Thornfield Sessions |                |                 |
|         |      |                         |                |                 |